# Grand Bell Awards
Les Grand Bell Awards (대종상 영화제 - daejongsang yeonghwajae) sont des récompenses cinématographiques sud-coréennes décernées par le Ministère de la culture et de l'information depuis 1962. La cérémonie a cessé d'exister en 1969 puis a été relancée en 1972 après l'établissement de la Korea Motion Picture Promotion Association, en vue de stimuler l'industrie du film alors stagnante. Bien que le festival ait souvent été marqué par la controverse, résultant de corruption et de pressions politiques, les Grand Bell Awards constituent la plus ancienne et prestigieuse cérémonie de remise de prix en Corée du Sud et peuvent ainsi être comparés aux César du cinéma français.

## Palmarès

### Meilleur réalisateur
| Meilleur réalisateur | Meilleur réalisateur | Meilleur réalisateur | Meilleur réalisateur | Meilleur réalisateur                             | Meilleur réalisateur      | Meilleur réalisateur                |
| #                    | Année                | Réalisateur          | Hangul               | Titre                                            | Titre (en coréen)         | Transliteration                     |
| -------------------- | -------------------- | -------------------- | -------------------- | ------------------------------------------------ | ------------------------- | ----------------------------------- |
| 1                    | 1962                 | Shin Sang-ok         | 신상옥               | The Houseguest and My Mother                     | 사랑방 손님과 어머니      | Sarangbang Sonnimgua Omoni          |
| 2                    | 1963                 | Yu Hyun-mok          | 유현목               | Freely Given                                     | 아낌없이 주련다           | Aggimeobshi juryeonda               |
| 3                    | 1964                 | Lee Man-hee          | 이만희               | The Marines Who Never Returned                   | 돌아오지 않는 해병        | Doraoji anneun haebyong             |
| 4                    | 1965                 | Shin Sang-ok         | 신상옥               | Deaf Sam-yong                                    | 벙어리 삼룡이             | Beongeori Samryongi                 |
| 5                    | 1966                 | Yu Hyun-mok          | 유현목               | Martyr                                           | 순교자                    | Sungyoja                            |
| 6                    | 1967                 | Kim Soo-yong         | 이수용               | Mist                                             | 안개                      | Angae                               |
| 7                    | 1968                 | Shin Sang-ok         | 신상옥               | Prince Daewon                                    | 대원군                    | Daewongun                           |
| 8                    | 1969                 | Aucun prix décerné   | -                    | -                                                | -                         | -                                   |
| 9                    | 1970                 | Aucun prix décerné   | -                    | -                                                | -                         | -                                   |
| 10                   | 1971                 | Yu Hyun-mok          | 유현목               | Bun-Rye's Story                                  | 분례기                    | Bunryegi                            |
| 11                   | 1972                 | Shin Sang-ok         | 신상옥               | Last Battle in Pyeongyang                        | 평양폭격대                | Pyeongyang pokgyeokdae              |
| 12                   | 1973                 | Choi Hun             | 최훈                 | Narcissus                                        | 수선화                    | Suseonhwa                           |
| 13                   | 1974                 | Kim Soo-yong         | 김수용               | The Land                                         | 토지                      | Toji                                |
| 14                   | 1975                 | Lee Man-hee          | 이만희               | The Road to Sampo                                | 삼포가는 길               | Sampoganeun kil                     |
| 15                   | 1976                 | Seol Tae-ho          | 설태호               | The Secret of Wonsan                             | 원산공작                  | Wonsan gongjak                      |
| 16                   | 1977                 | Choi In-hyeon        | 최인현               | Concentration                                    | 집념                      | Jibnyeon                            |
| 17                   | 1978                 | Im Kwon-taek         | 임권택               | L'Arbre généalogique                             | 족보                      | Jokbo                               |
| 18                   | 1979                 | Jung Jin-woo         | 정진우               | I Saw the Wild Ginseng                           | 심봤다                    | Shimbwatda                          |
| 19                   | 1980                 | Lee Jang-ho          | 이장호               | A Fine, Windy Day                                | 바람불어 좋은날           | Balambuleo joheun nal               |
| 20                   | 1981                 | Im Kwon-taek         | 임권택               | Mandala                                          | 만다라                    | Mandala                             |
| 21                   | 1982                 | Lee Jang-ho          | 이장호               | Take Care of the Weak and Poor or Come Unto Down | 낮은데로 임하소서         | Natun Daero Imhasoso                |
| 22                   | 1983                 | Lee Doo-yong         | 이두용               | Mulleya Mulleya                                  | 여인잔혹사 물레야 물레야  | Yeoinjanhoksa Mulleya Mulleya       |
| 23                   | 1984                 | Jung Jin-woo         | 정진우               | Adultery Tree                                    | 자녀목                    | Janyeomok                           |
| 24                   | 1985                 | Bae Chang-ho         | 배창호               | Deep Blue Night                                  | 깊고 푸른밤               | Gipgo puleun bam                    |
| 25                   | 1986                 | Im Kwon-taek         | 임권택               | Ticket                                           | 티켓                      | Tiket                               |
| 26                   | 1987                 | Im Kwon-taek         | 임권택               | Chronique du roi Yonsan                          | 연산일기                  | Yeonsan Ilgi                        |
| -                    | 1988                 | Aucun prix décerné   | -                    | -                                                | -                         | -                                   |
| 27                   | 1989                 | Kim Ho-sun           | 김호선               | Rainbow Over Seoul                               | 서울 무지개               | Seoul mujigae                       |
| 28                   | 1990                 | Chang Gil-soo        | 장길수               | All That Falls Has Wings                         | 추락하는 것은 날개가 있다 | Churakhaneun geosheun nalgaega itda |
| 29                   | 1991                 | Kwak Ji-kyoon        | 곽지균               | Passion Portrait                                 | 젊은날의 초상             | Jeolmeun nalui chosang              |
| 30                   | 1992                 | Kim Ho-sun           | 김호선               | Death Song                                       | 사의 찬미                 | Saui Chanmi                         |
| 31                   | 1993                 | Im Kwon-taek         | 임권택               | La Chanteuse de pansori                          | 서편제                    | Sopyonje                            |
| 32                   | 1994                 | Jang Sun-woo         | 장선우               | Passage to Buddha or The Avatamska Sutra         | 화엄경                    | Hwaomkyung                          |
| 33                   | 1995                 | Park Jong-won        | 박종원               | The Eternal Empire                               | 영원한 제국               | Yeongwonhan Jeguk                   |
| 34                   | 1996                 | Kim Ho-sun           | 김호선               | Henequen                                         | 애니깽                    | Henikkeng                           |
| 35                   | 1997                 | Jeong Ji-yeong       | 정지영               | Blackjack                                        | 블랙잭                    | Beuraekjaek                         |
| -                    | 1998                 | Aucun prix décerné   | -                    | -                                                | -                         | -                                   |
| 36                   | 1999                 | Lee Kwang-mo         | 이광모               | Spring in My Hometown                            | 아름다운 시절             | Areumdawoon shijul                  |
| 37                   | 2000                 | Lee Chang-dong       | 이창동               | Peppermint Candy                                 | 박하사탕                  | Bakha satang                        |
| 38                   | 2001                 | Han Ji-seung         | 한지승               | A Day                                            | 하루                      | Haru                                |
| 39                   | 2002                 | Song Hae-sung        | 송해성               | Failan                                           | 파이란                    | Pairan                              |
| 40                   | 2003                 | Bong Joon-ho         | 봉준호               | Memories of Murder                               | 살인의 추억               | Salinui chueok                      |
| 41                   | 2004                 | Park Chan-wook       | 박찬욱               | Old Boy                                          | 올드보이                  | Oldeuboi                            |
| 42                   | 2005                 | Song Hae-sung        | 송해성               | Rikidōzan                                        | 역도산                    | Yeokdosan                           |
| 43                   | 2006                 | Lee Joon-ik          | 이준익               | Le Roi et le Clown                               | 왕의 남자                 | Wang-ui namja                       |
| 44                   | 2007                 | Bong Joon-ho         | 봉준호               | The Host                                         | 괴물                      | Gwoemul                             |
| 45                   | 2008                 | Na Hong-jin          | 나홍진               | The Chaser                                       | 추격자                    | Chugyeokja                          |
| 46                   | 2009                 | Kim Yong-hwa         | 김용화               | Take Off                                         | 국가대표                  | Gukga daepyo                        |
| 47                   | 2010                 | Kang Woo-seok        | 강우석               | Moss                                             | 이끼                      | Iggi                                |
| 48                   | 2011                 | Kang Hyeong-cheol    | 강형철               | Sunny                                            | 써니                      | Sseoni                              |
| 49                   | 2012                 | Choo Chang-min       | 추창민               | Masquerade                                       | 광해:왕이 된 남자         | Gwanghae: Wangyidoen Namja          |
| 50                   | 2013                 | Han Jae-rim          | 한재림               | Gwansang                                         | 관상                      | Gwansang                            |
| 51                   | 2014                 | Kim Seong-hoon       | 김성훈               | Hard Day                                         | 끝까지 간다               | Kkeutkkaji Ganda                    |
| 52                   | 2015                 | Yoon Je-kyoon        | 윤제균               | Ode to My Father                                 | 국제시장                  | Gukjesijang                         |
| 53                   | 2016                 | Woo Min-ho           | 우민호               | Inside Men                                       | 내부자들                  | Naebujadeul                         |
| 54                   | 2017                 | Lee Joon-ik          | 이준익               | Park Yeol                                        | 박열                      | Park Yeol                           |
| 55                   | 2018                 | Jang Joon-hwan       | 장준환               | 1987: When the Day Comes                         | 1987                      | 1987                                |
| 60                   | 2023                 | Ryoo Seung-wan       | 류승완               | Smugglers                                        | 밀수                      | Milsu                               |